# Украинский национальный комитет (1945)
Украи́нский национа́льный комите́т (укр. Український національний комітет) — политический орган украинских коллаборационистов, созданный в марте 1945 года в Веймаре при поддержке властей Третьего Рейха и ими признанный единым законным представителем Украины и украинского народа. Председателем комитета назначен был Павло (Павел) Шандрук. Комитет взял на себя командование Украинской национальной армией, сформированной из коллаборационистских воинских украинских частей.

## Формирование
Во Вторую мировую войну Гитлер проводил жёсткую «восточную политику» согласно плану Ост. Однако многие в администрации Третьего Рейха не были согласны с такой политикой. Рейхсминистр по делам оккупированных восточных территорий Альфред Розенберг считал, что необходимо создать на территории СССР Московию, ограниченную полунезависимыми буферными государствами других народов СССР. Органами коллаборационизма в таком случае стали бы национальные комитеты, руководимые националистами. На основе этой идеи был создан власовский Русский комитет, однако Гитлер не хотел видеть восточные народы не только политической, но даже военной силой, и поэтому комитет был создан только на бумаге, а остальные не были созданы вообще. Такое отношение изменилось в 1944 году, когда боевые действия вышли за пределы СССР. Генрих Гиммлер выступал за идею объединения всех коллаборационистских сил под КОНР генерала Власова, однако в итоге пришлось реализовать идеи Розенберга. В 1944 году из концлагерей были выпущены лидеры Организации украинских националистов, после чего стала рассматриваться идея украинского комитета, возглавляемого влиятельной фигурой, которую можно было бы противопоставить Власову. Нацистские инстанции провели ряд переговоров с потенциальными руководителями Комитета — гетманом Скоропадским, Степаном Бандерой и Андреем Мельником. Кандидатура Скоропадского была отклонена СС. Кандидатура Бандеры также была отклонена из-за опасений, что он может выступить против Германии. 
Доктор Фриц Арльт из восточноевропейского отдела ГУ СС провел переговоры с Мельником, но тот отказался, хотя остался как закулисная фигура. Другим кандидатом был бывший бургомистр Харькова Александр Семененко. В итоге были проведены переговоры между Бандерой, Мельником, В. Доленко и профессором Владмиром Кубийовичем, также председателем Украинского центрального комитета. После этого была определена структура Комитета, Шандрук был определён как его глава. Предполагалось, что он станет правопреемником УЦК Кубийовича (который продолжал работать) и включит в себя ряд других украинских национальных организаций, сотрудничавших с Третьим Рейхом. Из-за различия во во взглядах на организацию возникла угроза раскола УНК, и Кубийович собрал 12 марта 1945 года совещание, на котором присутствовали Бандера и Андрей Ливицкий, Президент Украинской Народной Республики в изгнании. На нём Кубийович принял решение о ликвидации УЦК и передаче всех его дел УНК и продолжились дискуссии о роли и полномочиях членов Комитета и «интриги». В итоге немецкое руководство решило их прекратить, назначив Шандрука председателем и выдав следующую декларацию от Розенберга:

Для предоставления возможности полного участия в решающей фазе борьбы против большевизма и внесения справедливого порядка в национальные взаимоотношения в Европе я утверждаю действующий орган, созданный Вами, — Украинский национальный комитет как национальное представительство Украины. Я утверждаю:
1. УНК является единым представителем украинского народа, признанным немецкими властями.
2. УНК имеет право представлять жизненные интересы Украины и уведомлять о них в своих декларациях и манифестах.

После окончательного решения вопроса о сборе тех украинцев, что служат в Немецкой армии, я приложу все усилия к тому, чтобы все украинские формирования были собраны вместе для создания Украинской освободительной армии.
12 марта Шандрук был определён председателем УНК, Кубийович и Семененко — его заместителями, П. Терещенко — и. о. секретаря.

## Деятельность
Украинский национальный комитет стал политическим центром украинского коллаборационизма и представительным органом украинцев в Третьем Рейхе. Структура состояла из территориальных представительств украинской эмиграции: Семененко представлял Восточную Украину, Шандрук представлял старых эмигрантов-петлюровцев, а обе фракции ОУН, ОУН(б) и ОУН(м), согласились признать Кубийовича представителем украинцев Галиции. Он также представлял эмигрантов в нацистской Германии. УНК поддержали оба лидера ОУН, Степан Бандера и Андрей Мельник, хотя Мельник осторожно относился к идее «последнего крестового похода против СССР», в то время как Бандера выступал за «полную поддержку до конца, как бы там ни было». Однако комитет получил относительно небольшую поддержку со стороны ОУН, так как мельниковцы не имели политической монополии на УНК и пытались «сохранить нравственную чистоту», а у бандеровцев уже был Украинский главный освободительный совет, носивший «демократический» и независимый имидж и ориентировавшийся на сотрудничество с США и Великобританией после войны. После войны при переговорах со спецслужбами США Бандера вообще заявил, что не поддержал УНК.
Помимо УГОС, конкурентом УНК также был Всеукраинский национальный совет во главе с Николаем Величковским, который, в отличие от УНК, не получил признания нацистов.
Одной из основных целей создания УНК было представить коллаборационистов официальным легитимным и союзником Германии и политической силой, никогда не предававшей идею борьбы за независимое националистическое украинское государство. После создания Комитета и превращения дивизии СС «Галичина» в Первую дивизию Украинской национальной армии коллаборационисты заявляли, что ни дивизия, ни Национальный комитет не были нацистскими коллаборантами, а были независимыми украинскими формированиями, имевшими цели борьбу с СССР и установление контакта с Западными союзниками. 15 марта Ливицкий официально признал Шандрука и его будущую Национальную армию Вооружёнными силами УНР в изгнании. Однако дивизия «Галичина» оставалась под тактическим контролем нацистской Германии до окончательной капитуляции. Ливицкий также поддерживал Шандрука, оказывая содействие в подборе кадров для штаба УНА.
Другие цели заключались в том, чтобы создать сплочённую украинскую эмигрантскую базу за счёт новых сторонников из числа украинских рабочих и эвакуированных в Третьем Рейхе, обеспечивая им благосостояние и помощь и предотвращая их возвращение в Советскую Украину; предотвращение ослабления ОУН при одновременном усилении националистического движения, не связанного в ОУН; чтобы убедиться, что украинцы, оставшиеся в Германии, не будут рассматриваться будущим правительством Германии как нацистские коллаборанты или лица без гражданства, которых можно просто выселить, так как такую базу можно будет использовать будущему германскому правительству в надвигающейся Холодной войне.
В конце апреля 1945 года, в связи с Берлинской наступательной операцией, деятельность комитета утратила смысл. Основной целью членов комитета стало бегство как можно дальше на Запад Германии, чтобы не быть «репатриированными» в СССР.